# كتك (شورآب)
کتك (بالفارسية: کتک) هي قرية تقع في إيران في قسم شورآب الريفي. يقدر عدد سكانها بـ 841 نسمة بحسب إحصاء 2016.